# Sarısu (Beyləqan)
Sarısu è un comune dell'Azerbaigian situato nel distretto di Beyləqan. Conta una popolazione di 635 abitanti.